# Släpspänne
Släpspänne är ett ordensband till uniform som bärs av militärer, poliser, brandmän eller av civilister.
Släpspännen används främst till daglig dräkt eller motsvarande när medaljer eller andra insignier är olämpliga i mer vardagliga sammanhang. Varje lands väpnade styrkor, liksom poliskårer eller andra uniformsbärare, har sina egna regler gällande när och hur släpspännen bärs och i vilken ordning de placeras.

## Kända personers släpspännen
- Gustaf VI Adolf - Släpspänne utställt i ordenssalarna på Stockholms slott. För detta släpspänne har band för miniatyrdekorationer använts.

- George S. Patton

- Sovjetunionens hjälte Vasilij Zajtsev